# Ein böses Märchen … aus tausend finsteren Nächten
Ein böses Märchen … aus tausend finsteren Nächten ist das 13. Studioalbum der deutschen Rockband Böhse Onkelz. Es erschien am 20. März 2000 als erste Veröffentlichung über das bandeigene Label Rule23 Recordings. Als Name des Albums wurde die erste Zeile vom ersten Lied des Albums übernommen.

## Covergestaltung
Das Albumcover ist in Grautönen gehalten. Es zeigt verschiedene halbdurchsichtige Aufnahmen einer Großstadt sowie ein Gesicht mit Sonnenbrille und Schnauzbart. In der Bildmitte befinden sich das Böhse-Onkelz-Logo und der Titel Ein böses Märchen in Weiß. Das Booklet beinhaltet drei Bandfotos der Onkelz, auf einem dieser Fotos, das sich über zwei Seiten in der Mitte des Booklets erstreckt, sitzen die vier Musiker an der Theke einer Bar. Alle drei Fotos wurden in der Kleinen Nachtrevue in Berlin aufgenommen, eine Kleinkunstbühne für erotisches Theater und Burlesque-Tanzshows. Ab diesem Album kümmerte sich die Agentur Die Gestalten unter Leitung von Markus Hollmann-Loges in Berlin um die künstlerische Gestaltung der Artworks vieler Veröffentlichungen der Böhsen Onkelz.

## Titelliste
| #  | Titel                   | Länge |
| -- | ----------------------- | ----- |
| 1  | Onkelz 2000             | 4:12  |
| 2  | Dunkler Ort             | 4:13  |
| 3  | Exitus                  | 3:53  |
| 4  | Schutzgeist der Scheiße | 4:47  |
| 5  | Lüge                    | 3:43  |
| 6  | Knast                   | 5:44  |
| 7  | C'est la vie            | 4:24  |
| 8  | Danke                   | 3:22  |
| 9  | Es ist wie es ist       | 2:54  |
| 10 | Zuviel                  | 5:11  |
| 11 | Gesichter des Todes     | 4:34  |
| 12 | Panamericana            | 6:12  |

## Informationen zu einzelnen Liedern
Onkelz 2000
Der Song beschreibt die Bandgeschichte der Onkelz und die letzten zwanzig Jahre. Die Höhen und Tiefen werden textlich dargestellt. Zitat von Stephan Weidner: „20 Jahre mediale Inquisition und doch kontinuierlich Pole-Positions in den deutschen Charts. Wir hoffen, ihr gönnt uns das bisschen Schadenfreude. Das Drama ist noch lange nicht vorbei …“.
Dunkler Ort
Der Song handelt davon, dass der Mensch sich selbst eine dunkle Realität herstellt und diese auch nur alleine überwinden kann. Jeder kann seine eigene Welt erschaffen und diese auch positiver gestalten. („Dies ist ein Dunkler Ort, weil du ihn dazu machst! Dies ist ein Dunkler Ort und du hast ihn erdacht!“)
Exitus
Dieser Titel befasst sich mit Menschen, die es nicht schaffen, sich selbst zu ändern und sich eine eigene Meinung zu bilden. („Viel zu feige, die Moral zu untergraben, ohne Glauben, ohne Ideale.“)
Schutzgeist der Scheiße
Der Song beschreibt die Frustration und die Enttäuschung, die entsteht, wenn sich Träume und Visionen nicht erfüllen. Zitat von einem Konzert der Tour 2000: „Ein Lied über eine etwas unerfreuliche Situation. Es gibt wohl für jeden von uns Momente, wo wir denken, dass unsere Visionen und unser Leben wie ein Scherbenhaufen vor uns liegen und uns letztendlich gar nichts anderes übrig bleibt, als unserem Schicksal entgegen zu gehen, den Arsch hochzunehmen und das Beste draus zu machen.“
Lüge
Der Text beschreibt, wie ein Mensch sich ein Fundament aus Lügen zusammenbaut, das irgendwann einstürzen muss. Angefangen mit kleinen Notlügen, bemerkt man immer größer werdende Lügen und schließlich merkt man, dass das ganze eigene Leben aus Lügen besteht.
Knast
Ein Song darüber, wie die Emotionen eines Menschen sind, der für längere Zeit im Gefängnis ist. Zitat von Stephan Weidner: „Von uns hat nie einer längere Zeit im Knast gesessen, aber in unserem Freundeskreis gibt es sehr viele Leute, die uns beschrieben haben, wie das ist. Außerdem bekommen wir viel Post von Knackis, die gerne Onkelz hören. Deshalb war es mal an der Zeit, einen Text darüber zu schreiben, was die Leute hinter Gittern empfinden.“ Der Song trug ursprünglich noch den Untertitel „Wohin gehen meine Träume“.
C'est la vie
C'est la vie handelt von Junkies, Straßenkindern usw., die in einer Sackgasse leben und dort nur sehr schwer wieder herauskommen, weil sie in einem Teufelskreis gefangen sind.
Danke
Dieser Song wurde als kleines Dankeschön für die „Fanz“ geschrieben, die die Onkelz teilweise über Jahrzehnte hinweg unterstützten. Eine Zeile aus dem Lied: „Es ist an der Zeit euch Folgendes zu sagen, euch die ihr uns antreibt, seit mehr als 20 Jahren! Mit eurer Hilfe schrieben wir Geschichte, die Geschichte der Onkelz und ihrer Neffen und Nichten!“
Es ist wie es ist
Der Titel des Songs ist eher ironisch gemeint, denn das Stück handelt von den negativen Erfahrungen mit Alkohol und anderen Drogen, die die Bandmitglieder sehr oft selbst gemacht haben.
Zuviel
Der Song Zuviel ist ein Lied über die Unfähigkeit, Beziehungen vernünftig zu führen. Der Refrain: „Zu viele Worte, alles totgeredet, zu viele Träume, die nie in Erfüllung gehen. Zu viele Tränen, wir lieben uns zu Tode. Zu viele Gedanken, die sich um Dich drehen.“
Gesichter des Todes
Der Song handelt von der Geld- und Quotengier der Medien und davon, wie das Elend der Menschheit bestens vermarktet wird. Der Titel spielt auf die gleichnamige Videoreihe an.
Panamericana
Panamericana ist ein instrumentales Stück. Der Titel ist von einem transamerikanischen Straßennetz, welches von Alaska bis nach Chile geht, abgeleitet.

## Rezeption
| Professionelle Bewertungen | Professionelle Bewertungen |
| -------------------------- | -------------------------- |
| Kritiken                   |                            |
| Quelle                     | Bewertung                  |
| laut.de                    | [ 4 ]                      |
| Rock Hard                  | [ 5 ]                      |
| Metal Hammer               | [ 6 ]                      |

Joachim Gauger von laut.de bewertete das Album mit nur einem von fünf möglichen Punkten. Die Onkelz seien mittlerweile „brav, bieder und konventionell“ und hätten nichts Neues mehr zu erzählen.
Das Magazin Rock Hard gab dem Album acht von möglichen zehn Punkten. Der Autor Götz Kühnemund schreibt, dass die Onkelz sich „rundum erneuert“ hätten und „zeitloser denn je [wirken], weil sie es ganz einfach geschafft haben, runde, gut arrangierte Songs mit starken Refrains zu schreiben“.

## Kommerzieller Erfolg

### Chartplatzierungen und Singles
Ein böses Märchen stieg wie schon der Vorgänger in der 14. Kalenderwoche des Jahres 2000 auf Platz 1 in die deutschen Albumcharts ein und belegte in den folgenden Wochen die Positionen 3; 2 und 2. Insgesamt hielt sich das Album 23 Wochen in den Top 100. In den deutschen Jahrescharts 2000 belegte der Tonträger Rang 27.
Als Single wurde der Song Dunkler Ort, inklusive des Albumtracks Schutzgeist der Scheiße und einer Neuaufnahme des Liedes Signum des Verrats vom 1985er Album Böse Menschen – Böse Lieder, ausgekoppelt. Außerdem enthielt die Single einen Multimedia-Track, auf dem sich das Musikvideo zu Dunkler Ort und Bandfotos befanden. Der Tonträger stieg auf Platz 2 der deutschen Singlecharts ein und konnte sich 10 Wochen in den Top 100 halten. Für mehr als 250.000 verkaufte Einheiten in Deutschland erhielt sie eine Goldene Schallplatte.
| ChartsChartplatzierungen | Höchstplatzierung | Wochen |
| ------------------------ | ----------------- | ------ |
| Deutschland (GfK)        | 1 (23 Wo.)        | 23     |
| Österreich (Ö3)          | 2 (9 Wo.)         | 9      |
| Schweiz (IFPI)           | 11 (9 Wo.)        | 9      |

| ChartsJahrescharts (2000) | Platzierung |
| ------------------------- | ----------- |
| Deutschland (GfK)         | 27          |

### Auszeichnungen für Musikverkäufe
Innerhalb von zwei Tagen wurden mehr als 300.000 Einheiten des Tonträgers in Deutschland verkauft, was dem Album eine Platin-Schallplatte einbrachte.
| Land/Region        | Auszeichnungen für Musikverkäufe (Land/Region, Auszeichnung, Verkäufe) | Verkäufe |
| ------------------ | ---------------------------------------------------------------------- | -------- |
| Deutschland (BVMI) | Platin                                                                 | 300.000  |
| Insgesamt          | 1× Platin ·                                                            | 300.000  |